# タララ
タララ（スペイン語: Talara）は、ペルー北西部のピウラ県にある都市。別名パリニャス（スペイン語: Pariñas）。

## 概要
太平洋に臨む港湾都市である。人口84,373人（2005年）。1850年に採掘を開始し、1914年から操業を開始したペルー最初の油田を有しており、石油会社により都市が整備された。現在もペトロペルー公社のタララ製油所が置かれ、石油の精製・輸出の拠点となっている。
第二次世界大戦ではアメリカの空軍基地が置かれ、燃油を供給した。現在は共用空港であるビクトール・モンテス・アリアス空軍司令官空港がある。
また、漁業もさかんであり、イカ漁拠点として開発されてきた。2000年代後半には日本のODAを利用して漁港の拡張および近代化を行っている。
タララは、南アメリカ大陸西端の都市である。このさらに西にはセシオン・ディエチオチョという小さな町があって、その先がパリニャス岬である。マリオ・バルガス・リョサの短篇小説「誰がパロミノ・モレーロを殺したか」では、ピウタやアモタペといった近隣の都市とともに、タララが舞台になっている。

## 気候
気候は温暖で乾燥しており、降水量は少ない。
| タララの気候           | タララの気候 | タララの気候 | タララの気候 | タララの気候 | タララの気候 | タララの気候 | タララの気候 | タララの気候 | タララの気候 | タララの気候 | タララの気候 | タララの気候 | タララの気候 |
| 月                     | 1月          | 2月          | 3月          | 4月          | 5月          | 6月          | 7月          | 8月          | 9月          | 10月         | 11月         | 12月         | 年           |
| ---------------------- | ------------ | ------------ | ------------ | ------------ | ------------ | ------------ | ------------ | ------------ | ------------ | ------------ | ------------ | ------------ | ------------ |
| 平均最高気温 °C （°F） | 29 (85)      | 31 (87)      | 31 (87)      | 30 (86)      | 28 (82)      | 26 (78)      | 24 (76)      | 24 (75)      | 24 (75)      | 24 (76)      | 26 (78)      | 28 (82)      | 27.1 (80.6)  |
| 平均最低気温 °C （°F） | 22 (71)      | 23 (73)      | 23 (73)      | 22 (71)      | 20 (68)      | 18 (65)      | 17 (63)      | 17 (62)      | 17 (62)      | 17 (63)      | 18 (64)      | 19 (67)      | 19.4 (66.8)  |
| 降水量 mm （inch）     | 3 (0.1)      | 8 (0.3)      | 13 (0.5)     | 3 (0.1)      | 8 (0.3)      | 5 (0.2)      | 0 (0)        | 0 (0)        | 0 (0)        | 0 (0)        | 0 (0)        | 0 (0)        | 40 (1.5)     |
| 出典：Weatherbase      |              |              |              |              |              |              |              |              |              |              |              |              |              |